# Leszek Blanik
Leszek Robert Blanik (n. 1 martie 1977, Wodzisław Śląski, Katowice Voivodeship⁠(d), Polonia) este un gimnast polonez, campion mondial (2007) și olimpic (2008) la sărituri. A inventat o săritură care-i poartă numele.

## Olimpiade
Leszek a câștigat  medalia de bronz la Olimpiada de Vară de la Sydney din 2000.
Pe 18 august 2008 el a câștigat medalia de aur la sărituri bărbați la Olimpiada de la Beijing, devenind primul campion olimpic polonez la gimnastică.

## Campionate mondiale
Blanik a câștigat medalia de aur la sărituri la Campionatul Mondial din 2007 de la Stuttgart. El a mai câștigat medalii de argint la Debrecen, Ungaria în 2002 și la Melbourne, Canada în 2005

## Distincții
Gimnastul polonez a primit două distincții importante în țara sa natală.

## Altele
Gimnastul polonez a făcut senzație pe Internet cu un videoclip în care face o serie de flick-flackuri amețitoare.